# Museum Bensheim

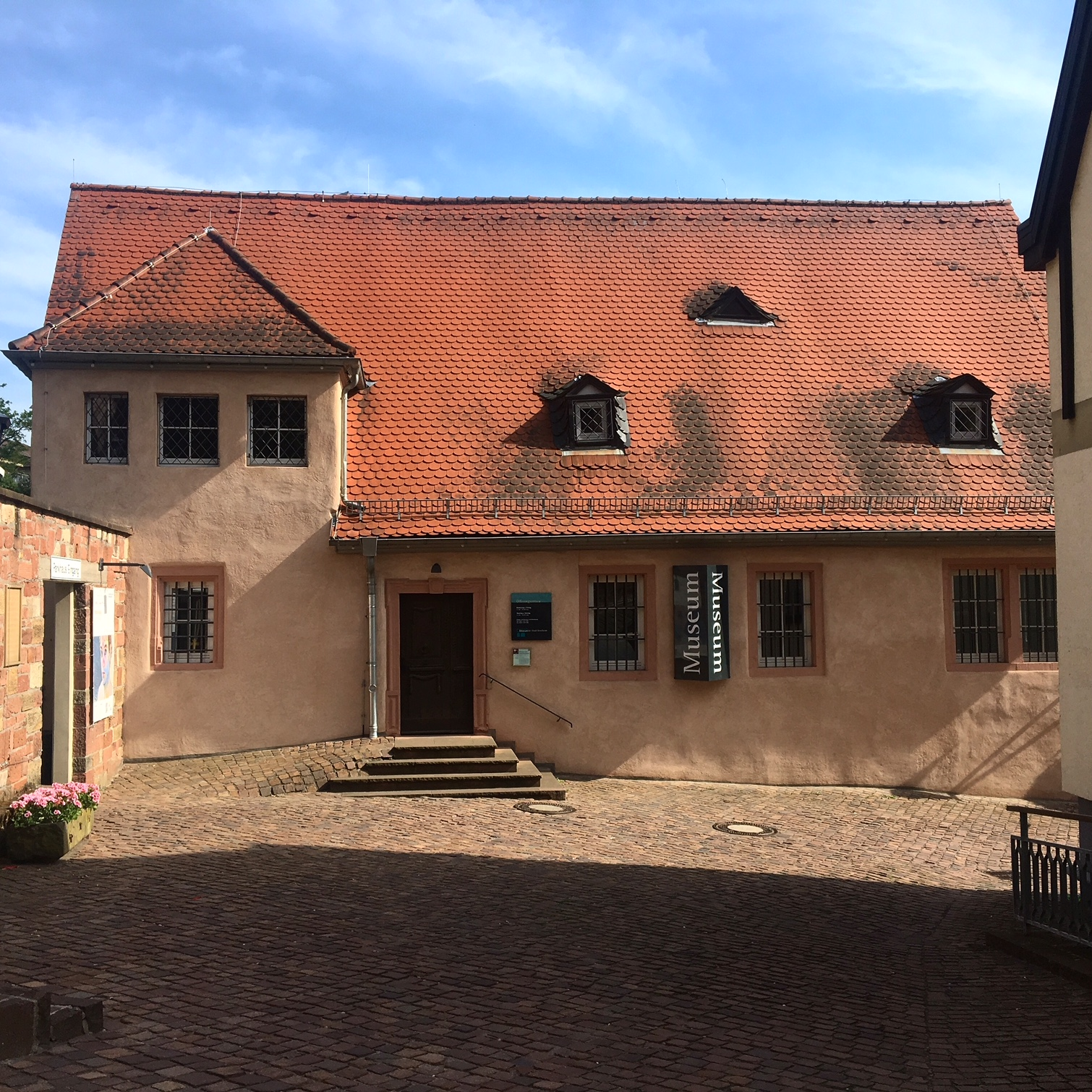
Blick auf den Eingang des Museums

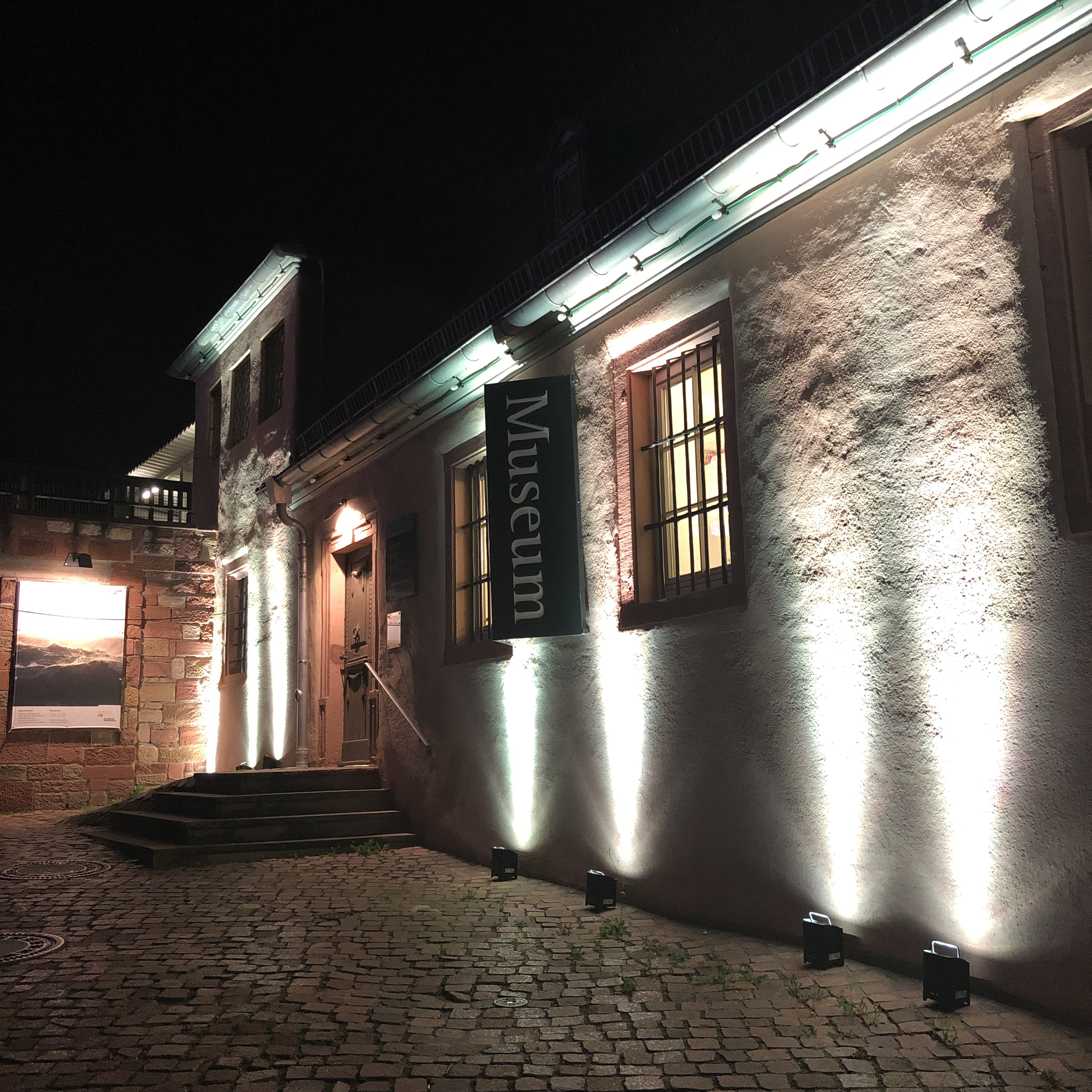
Ansicht bei Nacht

Das Museum Bensheim wurde 1909 gegründet und gehört zu den ältesten Museen Südhessens. Es befindet sich auf dem Gelände des ehemaligen Lorscher Klosterhofes in Bensheim. Es verfügt über eine stadthistorische sowie archäologische Dauerausstellung auf drei Etagen mit 630 m². Die Sammlung des Museums verfügt über ca. 30.000 Objekte von der Vor- und Frühgeschichte bis in die Gegenwart. Ergänzt wird das Programm des Museums durch regelmäßige Sonderausstellungen, oftmals mit dem Fokus auf Kunst und Kunstgeschichte sowie Archäologie und Geschichte. Außerdem bietet das Museum Bensheim ein museumspädagogisches Programm für unterschiedliche Altersklassen an.

## Geschichte

### Museumsverein und Gründung des Bergsträßer Heimatmuseums
Im Jahr 1880 bat der Stadtrat der Stadt Bensheim Freiherrn Wambolt zu Umstadt um Räume in dessen Hof, mit dem Plan dort ein Gewerbe-, Landwirtschafts- und pädagogisches Museum unter der Leitung von Georg Knöpp mit einer engen Verbindung zur Volksbildungsbewegung einzurichten, welches jedoch nach drei Jahren wieder geschlossen wurde.
1908 wurde unter der Leitung von Karl Albert Henkelmann der Bensheimer Museumsverein gegründet, welcher Exponate für die Gründung eines Heimatmuseums sammelte. Zum ersten Vorstand gehörten u. a. Bürgermeister Ignaz Frenay (Vorsitzender), Seminarlehrer Philipp Buxbaum, Kaufmann Jean Desaga, August Feigel, Gymnasiallehrer Karl Albert Henkelmann, Schmiedemeister Leonhard Klein, Stadtsekretär Peter Krenkel, ?? Lenhart, Heinrich Metzendorf, Kaufmann August Müller, Privatier Gustav Müller, Bankier Daniel Reiling sowie Seminaroberlehrer Werner an. Als eine der ersten Initiativen gründete der Museumsverein das Bergsträßer Heimatmuseum, welches am 5. Dezember 1909 unter der Leitung von Karl Henkelmann eröffnet wurde. Es befand sich in zwei Erdgeschossräumen der Alten Faktorei (dem ehemaligen Mädchenschulhaus in der Hauptstraße). Die Inneneinrichtung wurde unter anderem von Heinrich Metzendorf geplant, dessen Vorliebe für Heimatliches auch hier zum Tragen kam. Durch Spenden und dem Kauf neuer Stücke entwickelte sich eine große Sammlung, welche von historischen Büchern über Bodenfunde, Gemälde und Möbel bis hin zu Postkarten und Drucken reichte. So entstand ein zunächst weitgehend zufälliger Exponatsbestand mit lokalen Bezügen.
In den folgenden Jahren wuchs das Museum und dehnte sich auf weitere Räume im Obergeschoss des ehemaligen Schulgebäudes aus.
Den wohl bedeutsamsten Zuwachs erfuhr es 1912 mit der Eröffnung des Odenwaldmuseums im Obergeschoss der Alten Faktorei. Nach dem Ersten Weltkrieg wurde das Museum 1922 wiedereröffnet.
Joseph Stoll erweiterte 1928/1929 schließlich das Odenwaldmuseum um einen weiteren Raum. Mit der Übernahme der Sammlung des Gerbereibesitzers Gustav Müller wurde ein Wohn-/ Schlafzimmer angegliedert.
Pläne zur Verlegung der Polizei in die Alte Faktorei beendeten die erste Blütezeit des Museums: Im April 1933 erfolgte ein Umzug in die beengten Ausstellungsräume des Dalberger Hofs und 1935 wurde die Sammlung schließlich durch die Nationalsozialisten in ungesicherten Lagerräumen eingelagert. Dort kam es zu Diebstählen und Plünderungen, sodass rund 80 Prozent der damaligen Bestände des Bergsträßer Heimatmuseums verloren gegangen sind.

### Der Wiederaufbau des Museums in der Nachkriegszeit

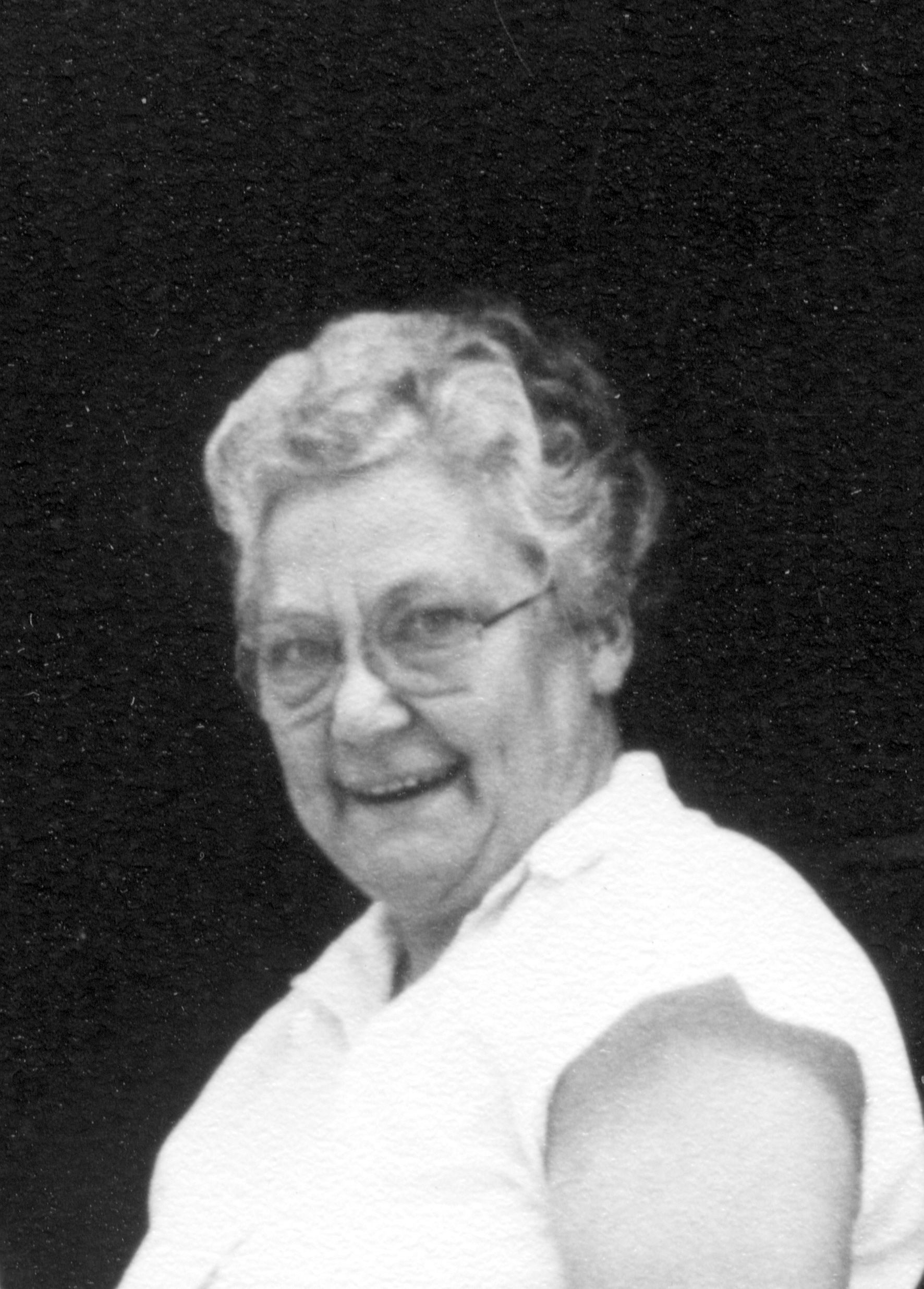
Irmgard Most (ehemalige Museumsleiterin)

1948 begann Richard Matthes als ehrenamtlicher Museumsleiter in einem unzerstört gebliebenen Anbau des beschädigten Rathauses am Marktplatz mit dem Wiederaufbau des Museums. Er inventarisierte die noch vorhandenen Restbestände und bemühte sich um neue Sammlungszugänge in Gestalt von Bodenfunden und Überresten kriegsbeschädigter Gebäude, wie etwa der Kirche oder dem Mespelbrunner Hof. Am 29. April 1952 konnte das Museum als Kreismuseum des Landkreises Bergstraße eröffnet werden. In zwei Ausstellungsräumen wurden vor allem prähistorische und historische Bodenfunde aus eigenen Beständen sowie Leihgaben des Heppenheimer Heimatforschers Heinrich Gieß gezeigt. Allerdings wurde der Betrieb nur ein Jahr nach der Eröffnung wieder eingestellt, da das Gebäude abgerissen wurde.
1958 ergaben sich mit der Sanierung des bereits 1940 von der Stadt Bensheim erworbenen „Hauses Blüm“ südlich des einstigen Rathauses neue Perspektiven. Im Erdgeschoss gestaltete Richard Matthes vier Räume zu den Themen Vorgeschichte, Landwirtschaft und Stadtgeschichte, Odenwald und Biedermeier. Matthes legte dabei viel Wert auf museumspädagogische Ansätze und legte einen besonderen Schwerpunkt auf vor- und frühgeschichtliche Inhalte. Am 24. Juni 1960 wurde unter der noch heute gültigen Adresse „Marktplatz 13“ das städtische Museum Bensheim wieder eröffnet.
Das Museum wurde in den folgenden Jahren erweitert und umfasste schließlich sechs Räume: Den Flur mit Ackergeräten, zwei Räume zur Vorgeschichte, ein Odenwaldzimmer, einen Saal zur Stadtgeschichte und das Biedermeierzimmer. Im Jahr 1962 zog darüber hinaus die Arnauer Stube in das Dachgeschoss des Hauses. 1971 wurde Diether Blüm Leiter des Museums und sammelte fortan verstärkt Exponate mit Bensheimer Kontext. Er setzte sich unter anderem für Sicherstellungsaktionen in Abbruchhäusern ein, bei denen antiquarische Möbel, Gemälde und noch mehr Alltagsgegenstände für die Museumssammlungen geborgen werden konnten. Außerdem rief Blüm einen freiwilligen Helferkreis ins Leben, der als „Xylamonbrigade“ bekannt geworden war und das Bewusstsein für ein städtisches Museum in Bensheim geschärft hatte.

### Neugründung des Museumsvereins
Auf Initiative des Bensheimer Heimatforschers Wilhelm Weyrauch wurde 1974 der Museumsverein Bensheim e. V. neu gegründet. In Anerkennung jahrzehntelanger historischer Verdienste wurde Gründer Weyrauch zum Vorsitzenden gewählt. Dieses Amt hatte er zehn Jahre inne. Zu den Aufgaben des Vorsitzenden gehörte es, sämtliche Vereinsangelegenheiten zu behandeln, das zweimal jährlich erscheinende Heft Mitteilungen Museumsverein Bensheim zu bearbeiten, Referenten für Vorträge zu gewinnen und Exkursionen zu organisieren. Hierbei wurde er von seiner Ehefrau Ilse Weyrauch unterstützt. Über die Geschichte des Vereins schrieb Weyrauch zwei Aufsätze, welche die alte und neue Organisation betrafen. Das von Weyrauch entworfenen Logo für den Museumsverein Bensheim ist heute noch in Gebrauch. Satzungsgemäß fördert der Museumsverein die Erforschung der Geschichte der Stadt Bensheim und die Denkmalpflege durch Sammlungen, Veröffentlichungen, Vortragsveranstaltungen und Exkursionen. Das Museum Bensheim ist heute jedoch eine Einrichtung des Bensheimer Eigenbetriebs Stadtkultur und agiert personell, inhaltlich und monetär unabhängig vom heutigen Museumsverein. 

### Umbau und Neugestaltung der Ausstellungen
Ein grundlegend gewandeltes Verständnis von den Aufgaben moderner Heimatmuseen führte auch in Bensheim zum Bruch mit den alten Sachverwaltern der Stadtgeschichte. Irmgard Most übernahm 1981 die Museumsleitung und rückte während des Umbaus neue Themen, wie Alltagsgeschichte der jüngeren Vergangenheit in den Fokus. Dieser Bezug verstärkte sich auch im weiteren Ausbau der Ausstellungsräume: Im Kellerraum wurden Acker- und Weinbaugeräte ebenso wie Werkstätten von Handwerkern ausgestellt. 1994 wurde eine Hauswirtschaftsabteilung im Dachgeschoss eingerichtet. Außerdem wurde durch chronologisch bühnenartige Stuben das Alltagsleben des Barocks gezeigt.
Manfred Berg professionalisierte 1996 als Leiter des Museums die Museumsarbeit, indem er eine museumspädagogische Stelle einrichtete und ab 2003 einen weiteren Museumsausbau einleitete, der mit der Neugestaltung der stadtgeschichtlichen Abteilung einherging. Nach zweijährigem Aus- und Umbau konnte das Museum am 8. Mai 2005 neu eröffnet werden. Die Ausstellungsflächen konnten mit der Anbindung des Nachbargebäudes, in dem die Magazine untergebracht sind, erheblich erweitert werden. In dieser stadtgeschichtlichen Abteilung stehen Persönlichkeiten im Zentrum, die zeitgenössische Ereignisse miterlebt und Teilbereiche der Stadtgeschichte mitgeprägt haben.
Seit September 2016 leitet Christoph Breitwieser das Museum. Unter seiner Leitung wurde 2019 das Forum im Erdgeschoss als Ausstellungsfläche für Sonderausstellungen geschaffen, die im Rahmen der Auftaktveranstaltung des Internationalen Museumstages für das Land Hessen durch Staatsministerin Angela Dorn eröffnet wurden. Bisher wurden dort Künstler, wie Jochen Hein, Jan Tichy, Sven Kroner, Rosa Loy, Boris Kleint und Neo Rauch ausgestellt.
Außerdem eröffnete das Museum 2020 im Obergeschoss die neue archäologische Dauerausstellung „Aus dem Untergrund – Archäologische Entdeckungen“, die Objekte aus vorgeschichtlichen und historischen Epochen zeigt. Dabei werden die Eiszeit und prähistorische Epochen bis in die Zeit der Römer und Germanen sowie das Mittelalter thematisch behandelt. Sie wurde in Kooperation mit der Christoffel Blindenmission mit taktilem Leitsystem, Taststationen und Barille-Schrift ausgestattet, um auch Menschen mit Sehbehinderung einen Ausflug in die Ausstellung zu ermöglichen. Seit April 2021 gibt es auch einen Podcast des Museums. Unter dem Namen Stadtgeschichten widmet sich der Podcast auf spotify und iTunes wöchentlich historischen Themen aus Bensheim und der Region.

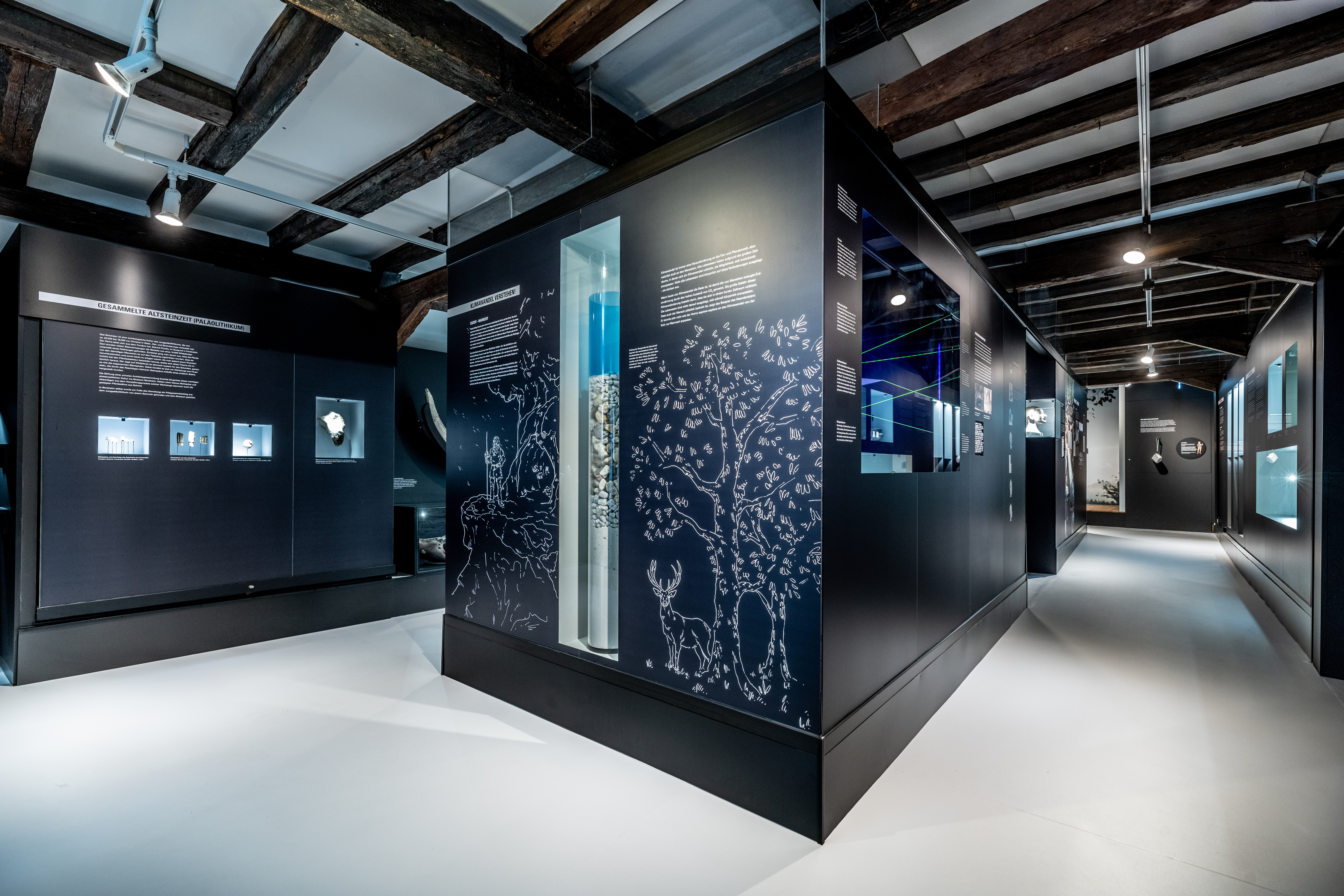
Archäologische Dauerausstellung

### Museumsleiter
- Karl Henkelmann (1909–1935)
- Richard Matthes (1948–1971)
- Diether Blüm (1971–1981)
- Irmgard Most (1981–1996)
- Manfred Berg (1996–2016)
- Jan Christoph Breitwieser (seit 2016)

## Sammlungen
Das Museum Bensheim ist seit seiner Gründung im Jahr 1909 ein Mehrspartenhaus. So existieren bis heute unterschiedliche Sammlungen und Sammlungsschwerpunkte. Seit der Gründungszeit existieren die Bestände der Archäologie, der Stadtgeschichte und die Kunstsammlungen, welche stetig erweitert werden.

### Kunst: Einrichtung des Kunstarchivs Bergstraße
2017 wurde das Kunstarchiv Bergstraße im Museum Bensheim errichtet, um qualitätsvolle Arbeiten Bergsträßer Künstler und Motive zu bewahren sowie Kunstsammlungen aus der Region übernehmen zu können. Grundstock ist die Kunstkollektion des Museums Bensheims und der Kunstsammlung des Kreises Bergstraße. Sie umfasst Werke verschiedener bedeutender Bergsträßer Künstler wie Leo Grewenig, Franz Frank, Bruno Müller-Linow oder Paul Kleinschmidt.

#### Leo Grewenig
Das Kunstarchiv Bergstraße im Museum Bensheim konnte 2017 eine Stiftung von 24 Arbeiten Leo Grewenigs auf Papier durch die Erbengemeinschaft des Künstlers annehmen. Das Museum Bensheim besitzt insgesamt 40 Arbeiten des Malers und repräsentiert ihn ebenso prominent wie das Bauhaus-Museum Weimar, das Bauhaus-Museum Dessau und das Saarlandmuseum in Saarbrücken.

#### Franz Frank
Aus dem Nachlass des mittelhessischen Malers Franz Frank, vertreten durch seine Töchter Brigitte Frank und Elisabeth Zindler, konnte das Museum Bensheim im Jahr 2018 eine Schenkung von insgesamt 380 Arbeiten aus dessen graphischem Werk für das Kunstarchiv entgegennehmen. Die Stiftung umfasst Radierungen, Lithographien und Holzschnitte aus seiner gesamten Schaffensphase. Neben dem Museum Marburg besitzt das Bergsträßer Kunstarchiv nun die größte Zusammenstellung von Grafiken des expressiven Realisten in Deutschland.

#### Paul Kleinschmidt
Paul Kleinschmidt wurde in den 1920er und 1930er Jahren in einem Atemzug mit Otto Dix und Max Beckmann genannt. Seine opulenten Ölbilder und buntfarbigen Gouachen wurden damals in den wichtigsten Museen ausgestellt, jedoch nur wenig später von den Nationalsozialisten als entartet diffamiert und entfernt. Krieg, Verfolgung und die Zerstörung seines Ateliers in Bensheim sind die Gründe, weshalb sich nur wenige Arbeiten aus den letzten Lebensjahren von Paul Kleinschmidt erhalten haben. Die im Museum Bensheim präsentierte Sammlung von unbekannten Zeichnungen aus dem Nachlass des Künstlers stellt daher einen einzigartigen kunsthistorischen Schatz dar. Sie wurden dankenswerter Weise anlässlich des 70. Todestages von Paul Kleinschmidt durch dessen Enkel Jean-Paul Salzmann dem Bergsträßer Kunstarchiv gestiftet.

#### Hans-Werner Meinberg
Das Thema Nibelungen beschäftigte Hans-Werner Meinberg über mehrere Jahre und so entstand eine einmalige künstlerische Aufarbeitung, die auch einen engen Bezug zur Bergstraße, dem Odenwald und Bensheim hat. Mit Meinberg hält ein Schüler Wilhelm Loths Einzug in die Sammlung des Museums. Gestiftet wurden 47 Linolschnitte – der gesamte Zyklus zum Thema der Nibelungen – die meisten sind buntfarbig und expressiv. Die Vorlagen stammen aus dem Stummfilm Die Nibelungen von Fritz Lang.

### Fotografien
Seit 2017 befinden sich in der fotografischen Sammlung des Museums 22 Daguerreotypien von Johann Wilhelm Debus aus der Zeit von 1842 bis 1853, die ein einmaliges Dokument aus den Anfängen der Fotografie darstellen. Debus experimentierte bereits früh als Amateur-Daguerreotypist. Dafür nutzte er die Aufenthalte in seinem Landhaus in Schönberg. Es waren vor allem Personen aus seinem persönlichen Umfeld, die er im Bild festhielt, wie seine Tante Friedericke Daum oder den Gärtner mit seinem Essenstopf. Dabei fallen die abgebildeten Personen durch eine, für die Mitte des 19. Jahrhunderts ungewohnte Natürlichkeit auf, denn sie verharren nicht in einer starren Pose, wie das bei Fotografien in der damaligen Zeit üblich war.
Der zeitgenössische Künstler Jan Tichy beschäftigte sich während seines Aufenthaltes als Resident Artist in Bensheim im November 2019 mit den Glasobjekten aus den Beständen des Museums – ein Material, das eng mit Licht und der Installation no. 30 (Lucia) korrespondiert. Ein weiterer Aspekt der örtlichen Sammlung, der Tichy ansprach, waren die Gegenstände, die 1945 und 1946 von Vertriebenen aus Arnau (heute Hostinné) im Riesengebirge mitgebracht wurden. Die flüchtenden Menschen aus Arnau konnten, ähnlich wie Lucia Moholy, schweres und zerbrechliches Glas nicht mitnehmen, als sie gezwungen wurden, ihre Heimat zu verlassen. Dies veranlasste den Künstler nach Hostinné zu reisen, dort modernes Glas zu erwerben und nach Bensheim mitzubringen. Daraus erstellte er 2019 im Museum Bensheim einen Satz von sieben Photogrammen unter Verwendung des „neuen“ Arnauer Glases in Kombination mit historischen Glasobjekten aus der Sammlung des Museums vom 12. bis 21. Jahrhundert. Als Künstler und Lehrender, der mit dem Medium Licht – von Fotografie bis projektierte Installation – arbeitet, steht Tichy im ständigen Austausch mit der Kunst und Pädagogik des Bauhausmeisters László Moholy-Nagy.

### Paläontologische Sammlung
Beim Bau des „Main-Neckar-Schnellwegs“ der heutigen Bundesautobahn 5, wurde im Jahr 1967 westlich von Bensheim eine Kiesgrube angelegt. Der abgebaute Sand und Kies stammt aus den Ablagerungen der letzten Eiszeit vor ca. 10.000 bis 118.000 Jahren. Aus einer Tiefe von 8 bis 20 m stammen Knochenfunde verschiedener Tiere, die beim Baggern zutage gefördert wurden und noch 1967 ins Bensheimer Museum gegeben wurden. So entstand dort eine vielfältige Sammlung von Knochen eiszeitlicher Tiere wie Mammut, Wollnashorn, Wisent, Auerochse oder Riesenhirsch. Auch heute noch werden beim Kiesbaggern an der Erlache viele Relikte aus den Kalt- und Warmzeiten gefunden. 2019 wurden im Rahmen von Jugend Forscht die Bensheimer Mammutknochen wissenschaftlich von Schülerinnen des Ludwig-Frank-Gymnasium Mannheim mit der Unterstützung von Wilfried Rosendahl, Direktor für Archäologie und Weltkulturen an den Reiss-Engelhorn-Museen, untersucht. Die Fragmente wurden im Reiss-Engelhorn-Museum mit der Radiokarbonmethode in einem Massenspektrometer untersucht. So konnten die Knochen exakt datiert werden und das Alter der Tiere bestimmt werden.

### Archäologische Sammlung
Das Museum Bensheim besitzt neben dem Hessischen Landesmuseum Darmstadt die größte Sammlung archäologischer Artefakte Südhessens. Seit seiner Gründung werden insbesondere Hinterlassenschaften der Vor- und Frühgeschichte gesammelt. Ein Beil aus den steinzeitlichen Hügelgräbern auf der Juhöhe bei Heppenheim gehört zu den ältesten Sammlungsbeständen des Museums. Die Sammlungsstücke unterteilen sich in die Epochen der Vor- und Frühgeschichte, Römer und Germanen sowie des Mittelalters und umfasst mehrere hundert Objekte.

### Anthropologische Sammlung
Das Museum Bensheim ist eines der wenigen Museen in Südhessen, das eine eigene anthropologische Sammlung besitzt. Es handelt sich dabei um osteologische Überreste von rund 30 Individuen aus der Vor- und Frühgeschichte, aber auch aus dem Mittelalter und der frühen Neuzeit. Die meisten Funde wurden bei Grabungen im Stadtgebiet Bensheims, z. B. beim Galgenplatz, dem fränkischen Friedhof am Ritterplatz oder einem bislang unbekannten Friedhof am Bürgerhaus, gemacht. Die meisten Überreste wurden anthropologisch untersucht und sind auf der Homepage des Museums veröffentlicht.

## Auswahl besonderer Ausstellungsstücke der Dauerausstellung
In der Dauerausstellung gibt es eine umfangreiche Hauswirtschaftliche Abteilung mit Mobiliar und Einrichtungen aus der Biedermeier- und Gründerzeit sowie Gerätschaften aus häuslichem Umfeld von 1870 bis 1970. In der stadtgeschichtlichen Sammlung werden außerdem Themen, wie der Gertrud-Eysoldt-Ring, das Bergsträßer Winzerfest und die Kammfabriken behandelt.
Daneben werden in der archäologischen Dauerausstellung besondere Ausstellungsstücke von großem lokal-historischen Wert ausgestellt:

### Mira Winger – die älteste Bensheimerin
In Bensheim wurde das gut erhaltene Skelett einer merowingischen Frau gefunden, das in die erste Hälfte des 6. Jahrhunderts datiert wird. Der Frankfurter Gerichtsmedizinerin Constanze Niess gelang es, das Gesicht der ältesten Bensheimerin zu rekonstruieren. Dieses wurde als Pionierprojekt in Hessen gemeinsam mit Fraunhofer-Institut für Graphische Datenverarbeitung Darmstadt gescannt, sodass das Gesicht in der Ausstellung auf einem 3D Monitor, ohne 3D-Brille, angesehen werden kann.

### Der Bensheimer Galgenplatz
Auf dem Galgenplatz, am Fuße des Hemsbergs, unweit der Landstraße, auf der Grenze zwischen Bensheim und Heppenheim befand sich seit dem frühen 13. Jahrhundert das Hochgericht des Amtes Starkenburg: der Galgen. Auf der sogenannten Richtstätte Bensheim wurden bis 1799 Hinrichtungen durchgeführt. Der eigentliche Galgenberg wurde beim Sandabbau für das Neubaugebiet „Hemsbergviertel“ während der 1950er Jahre abgetragen. Beim Umgraben der Schrebergarten am Ortsausgang wurden mehrere Skelette von Hingerichteten des 14.–16. Jahrhunderts gefunden. Drei dieser Skelette werden in der Dauerausstellung ausgestellt

Traubenkern aus dem Museum

### Der älteste direkte Nachweis für Weinbau in Südhessen
Bei Baumaßnahmen auf dem Mittelalterlichen Marktplatz im Sommer 2016 wurde eine lang gezogene Kloakengrube gefunden. Dabei wurde auf die Reste von über 550 Traubenkernen gestoßen. Eine naturwissenschaftliche Datierung der Weinbeerenkerne aus Bensheim erbrachte eine Datierung von 1034 bis 1156 cal AD (2-Sigma). Damit liegen neben hochmittelalterlichen Traubenkernen aus Heidelberg mit den Funden aus Bensheim die ältesten Nachweise für Weinbau an der Bergstraße vor und sogar der älteste Beleg für die Region Südhessen.

## Sonderausstellungen (Auswahl)
(K) = Ausstellungsbegleitender Katalog vorhanden

### 2016
- Vergessene Vorfahren – Auf den Spuren der Franken an der Bergstraße
- Ror Wolfs Wunderbare Welten (kuratiert von Freddy Langer)
- Christopher Lehmpfuhl – Die Farben des Schnees (K)

### 2017
- Von Traubenkernen und Brakteaten – Archäologie am Marktplatz Bensheim
- Wilhelm Loth – Das Spätwerk
- Der Blick von außen – Bensheim aus der Sicht von Lehrenden und Studierenden des Fachbereichs Architektur der Hochschule Darmstadt (K)

### 2018
- Freddy Langer – Route 66
- Patrick Angus – Under the Surface (K)
- Ursula Edelmann – Fotografie Frankfurt
- Frédéric Pajak – Ungewisses Manifest

### 2019
- Bruno Müller-Linow – Porträt, Stillleben, Landschaften
- 100 Jahre Bauhaus – Leo Grewenig und die neue Gruppe Saar (K)
- Jochen Hein – Nur gemalt
- Paul Kleinschmidt – Zum 70. Todestag. Die unbekannten Tuschzeichnungen (K)
- Freak Show – Abnormitäten im Spiegel historischer Postkarten (K)

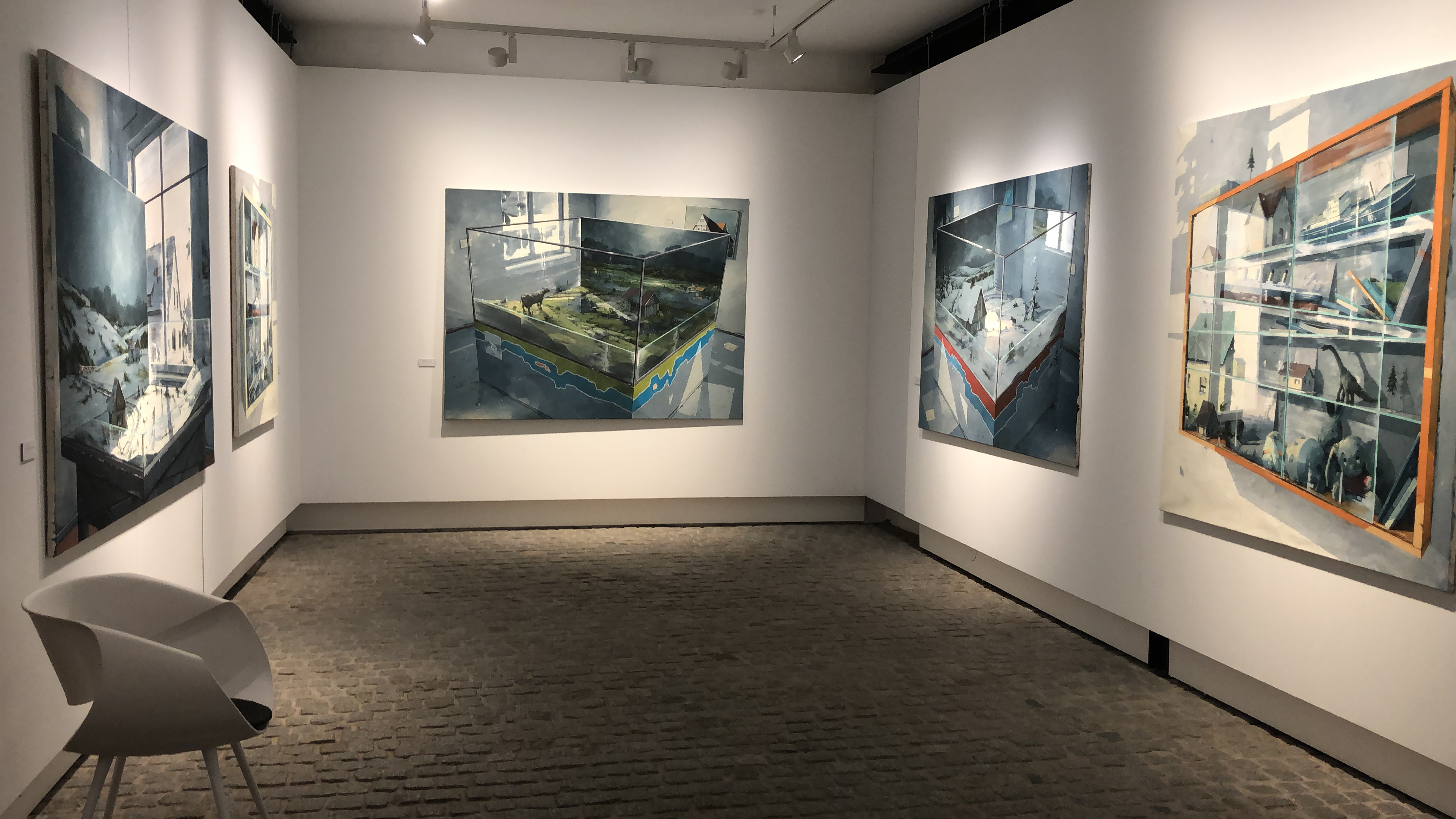
Sonderausstellung im Forum

- Der Bensheimer Fotoschatz. Wilhelm Debus und die Daguerreotypie
- Jan Tichy – Weight of Light

### 2020
- Sven Kroner – im Mondlicht
- Rosa Loy – In dieser Welt (K)

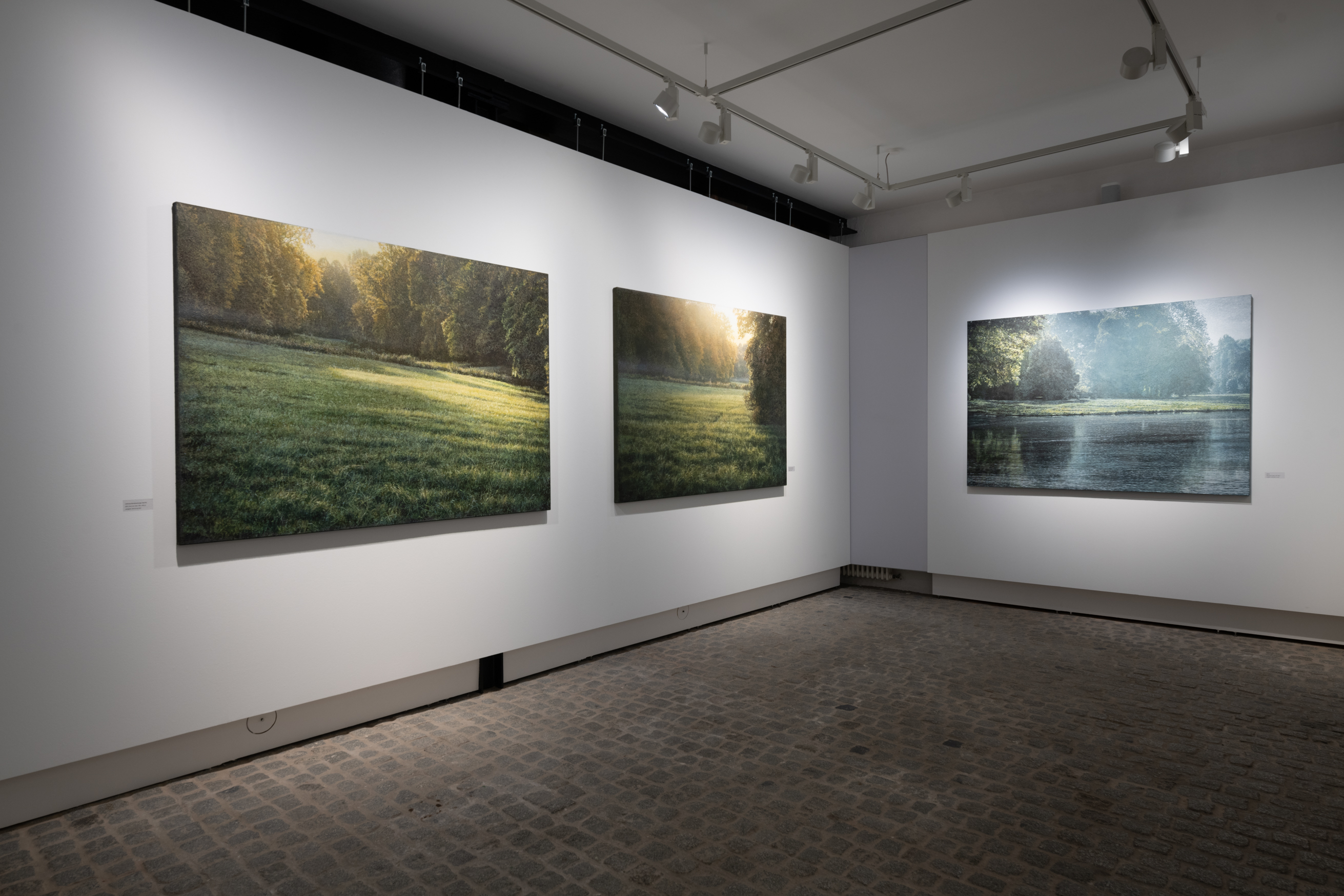
Sonderausstellung im Forum

Um mit dem Museum Bensheim kooperierende Galerien in der Coronakrise zu unterstützen, fand 2020 die Ausstellungsreihe „Courtesy“ statt:
- Courtesy Galerie Thomas Fuchs
  - Günter Zachariasen
- Courtesy Galerie Anita Beckers und Galerie Kornfeld
  - Annegret Soltau und Elvira Bach
- Courtesy Galerie Kleindienst
  - Thilo Baumgärtel, Oskar Rink, Simon Adam Peter
- Courtesy Galerie Schlichtenmaier und Van Ham Art Estate
  - Bernd Berner

### 2021
- Boris Kleint – Werkschau by Helga (K)
- Peter Steinforth – Der neue Aufbruch
- Martin Spengler – Objectivity Shock (K)
- Simone Lucas – Innere Planeten[3]

### 2022
- Das Eigene im Fremden – Einblicke in die Sammlung Detlev Blenk (K)
- Andrej Dúbravský - The Last Party for Diversity (K)
- Kelten Land Hessen - Die Kelten an der Bergstraße
- Corinne von Lebusa, Inga Kerber, Moritz Schleime - Mamma mia amore mio (K)

### 2023
- Rosa Loy, guest Rose Wylie - Doubletten (K)

- Jochen Mühlenbrink - J‘M donc je suis (K)

- Bruno Walpoth, Erwin Wortelkamp - Dialog

### 2024
- Jonas Wendelin - Edge Effect
- Alex Feuerstein - With Bare Hands (K)
- Reso und Sen2 Figueroa -  A New Beginning
- Neo Rauch - Im Papiergrund
- Sonja Yakovleva - Amazing 11 and Other Stories
- Ruprecht von Kaufmann -  Wasteland